# D'Alembert (krater)
d'Alembert je veliki mjesečev udarni krater smješten na sjevernoj polutki na dalekoj strani Mjeseca, sjeveroistočno od nešto manje obzidane ravnice Campbel. Uz jugozapadni rub d'Alemberta nalazi se Slipher. Na sjeveru je krater Yamamoto, a na jugu-jugozapadu leži Langevin. Ova obzidana ravnica ima isti promjer kao Clavius na bližoj strani, što je čini jednom od najvećih takvih formacija na Mjesecu.
Kao i kod mnogih ravnica s lunarnim zidom usporedivih dimenzija, vanjski rub ove formacije je istrošen i oštećen kasnijim udarima. Osim Sliphera, najznačajniji od ovih kratera je d'Alembert Z koji ulazi u sjeverni rub. Također postoji mali krater na sjeverozapadnom unutarnjem zidu koji ima široku pukotinu na istočnoj strani, te manji krater uz jugoistočni unutarnji zid. Koliko god rub bio erodiran, njegov se oblik još uvijek može lako razaznati kao otprilike kružna linija grebena na mjesečevom terenu.
Unutrašnji pod d'Alemberta je relativno ravna površina, barem u usporedbi s neravnim terenom koji okružuje rub kratera. Obilježen je brojnim udarima malih kratera, a najveći su d'Alembert G i d'Alembert E prema istočnom rubu. Na jugozapadu je pod nepravilniji zbog vanjskog bedema i slojeva izbačenih materijala iz Sliphera. Par plitkih pukotina na površini poda zrači od ovog kratera, počevši blizu središnje točke d'Alemberta i dosežući do pola puta prema unutarnjem zidu.

## Satelitski krateri
Prema konvenciji, te se značajke identificiraju na mjesečevim kartama postavljanjem slova na onu stranu središnje točke kratera koja je najbliža D'Alembertu.
| D'Alembert | Zemljopisna širina | Zemljopisna dužina | Promjer |
| ---------- | ------------------ | ------------------ | ------- |
| E          | 52,8° S            | 168,2° istočno     | 22 km   |
| G          | 50,9° S            | 167,5° istočno     | 18 km   |
| J          | 47,5° N            | 170,4° E           | 20 km   |
| Z          | 55,4° N            | 165,6° E           | 44 km   |